# Lasioglossum babakanense
Lasioglossum babakanense är en biart som först beskrevs av Heinrich Friese 1914.  Lasioglossum babakanense ingår i släktet smalbin, och familjen vägbin. Inga underarter finns listade i Catalogue of Life.